# Eustrotia angulissima
Eustrotia angulissima är en fjärilsart som beskrevs av M.Gaede 1935. Eustrotia angulissima ingår i släktet Eustrotia och familjen nattflyn. Inga underarter finns listade i Catalogue of Life.